# Barba Azul
Barba Azul (en francés, La Barbe bleu) es un cuento de hadas europeo, recopilado y adaptado por Charles Perrault en 1695; se publicó en 1697 en su libro Cuentos de antaño (Histoires ou contes du temps passé. Avec des moralités); también es el nombre del protagonista. Cuenta la historia de un hombre varias veces casado y viudo. Su nueva mujer descubre que oculta en una habitación prohibida los cadáveres de sus anteriores esposas.
Barba Azul fue reimpreso en numerosas ediciones hasta la década de 1950 aproximadamente, cuando su popularidad decayó al considerarse una lectura poco adecuada al público infantil. Como el elemento central de la historia es el descubrimiento de los cadáveres de las esposas, Barba Azul resulta una historia difícil de «rebajar» para audiencias infantiles. Este factor, sin duda, ha contribuido al descenso de su difusión como «cuento de hadas» convencional; sin embargo, el personaje Barba Azul sigue apareciendo en otros ámbitos de la cultura actual, desde la ópera hasta los videojuegos.
La influencia de este cuento ha sido tal que se denomina «barbazul» al asesino en serie que principalmente por motivos económicos mata sucesivas esposas o mujeres que seduce, la versión masculina de la viuda negra.

## Argumento

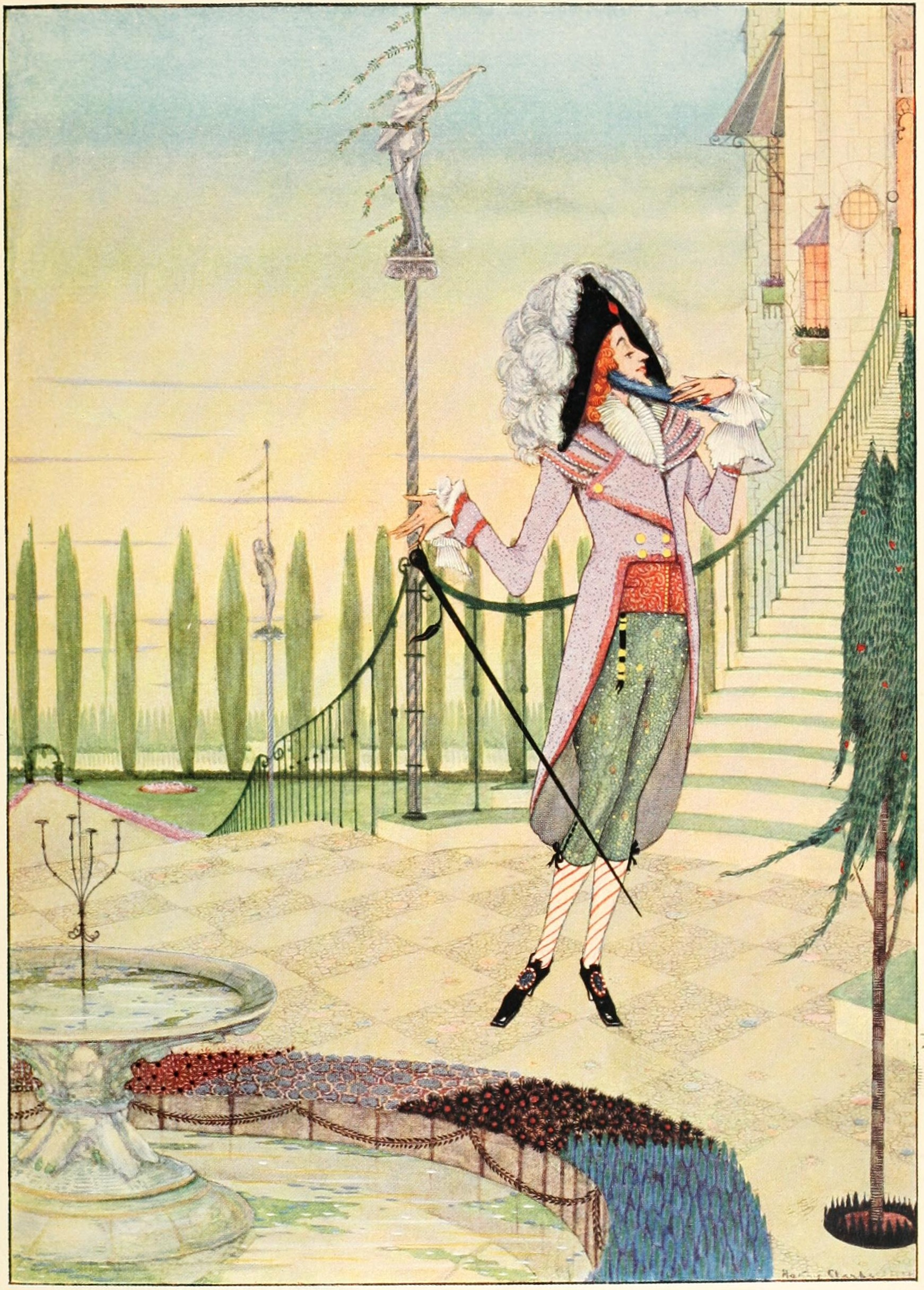
Barba Azul en una ilustración de Harry Clarke para una edición británica de los Cuentos de hadas de Perrault en 1922.

Un hombre rico con aspecto poco agradable por su barba azul es evitado por las mujeres. Un día pide a una distinguida vecina una de sus dos hijas en matrimonio; las jóvenes se pasan el compromiso de una a otra, tanto por su barba azul como por la desaparición de sus anteriores mujeres. Finalmente, la hermana menor accede atraída por la vida opulenta que le ofrece Barba Azul y se casan.
Un día Barba Azul anuncia que debe partir en viaje de negocios y entrega todas las llaves de la casa a su nueva esposa, incluida la de un gabinete en la planta baja donde le prohíbe entrar. Después de la partida de Barba Azul, la joven esposa recorre todas las estancias. Por último, la curiosidad puede con ella y se arriesga a entrar en la estancia prohibida. Encuentra el suelo bañado en sangre coagulada y en los muros, colgados, los cadáveres de las anteriores esposas. Aterrada, deja caer la llave, que se mancha de sangre. La joven la recoge, huye del horrible gabinete e intenta limpiar la delatadora mancha de sangre pero como la llave está hechizada, la sangre permanece.
Barba Azul regresa de improviso y, al advertir la desobediencia de su mujer, la sentencia a muerte. Los hermanos varones de la joven habían prometido visitarla aquel mismo día, así que ella, para ganar tiempo, pide a Barba Azul un momento para rezar antes de morir; hace subir a la torre  a su hermana Ana para que cuando vea a sus hermanos acercarse les meta prisa. Barba Azul está dispuesto a subir si no baja. Cuando ya no puede aplazar más su ejecución, la joven se presenta ante Barba Azul. A punto de degollarla irrumpen los dos hermanos de la joven y lo atraviesan con sus espadas.
La joven hereda la fortuna de Barba Azul, gracias a la cual casa a su hermana con un aristócrata, compra cargos de capitán para sus hermanos —uno era dragón y otro mosquetero— y finalmente ella misma se casa con un hombre que le hace olvidar a Barba Azul.

### Clasificación Aarne-Thompson-Uther

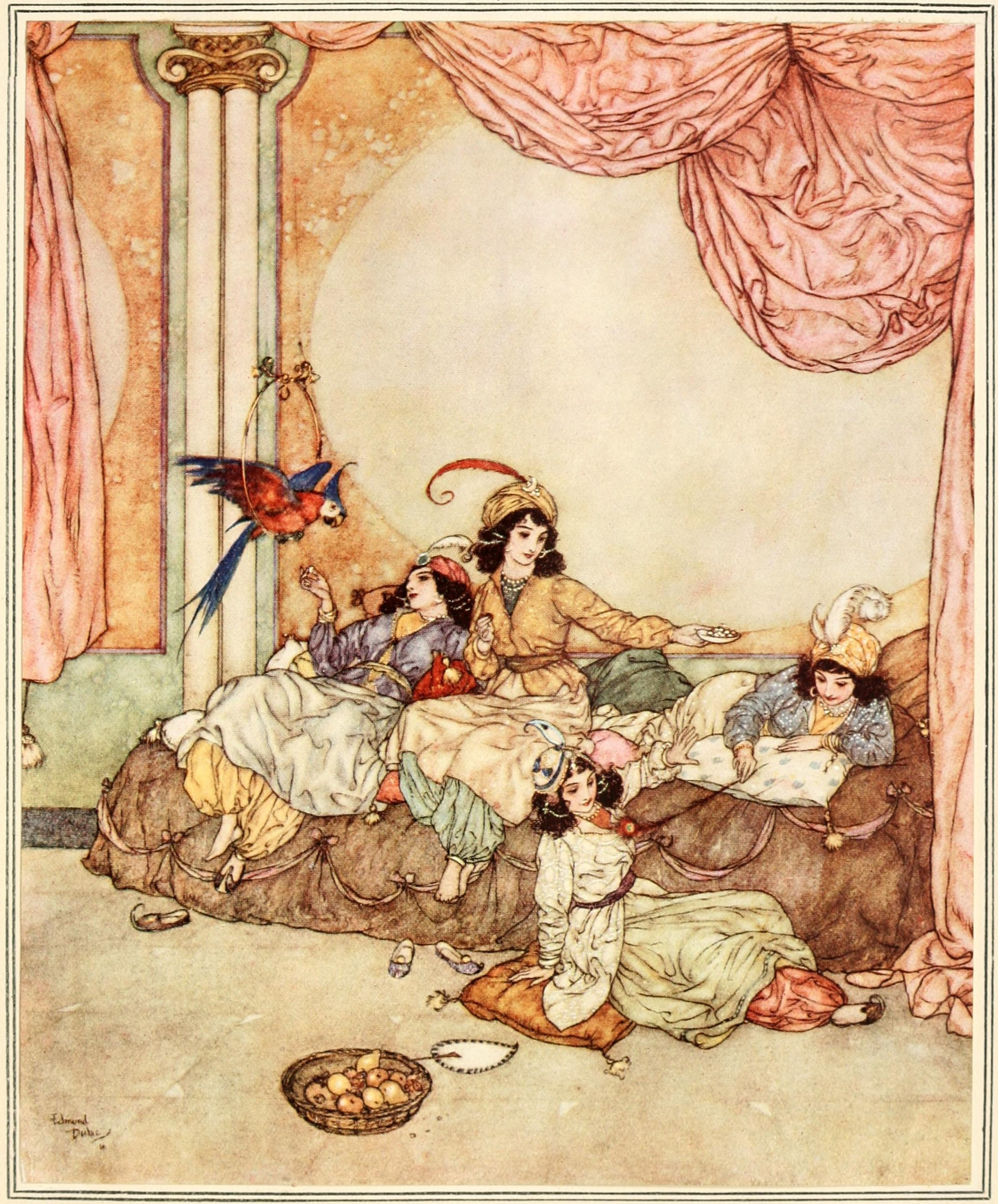
«Las vecinas y amigas no esperaron que fuesen a buscarlas para ir a casa de la recién casada». Ilustración de Edmund Dulac para una edición de Arthur Quiller-Couch (1910).

### Cine

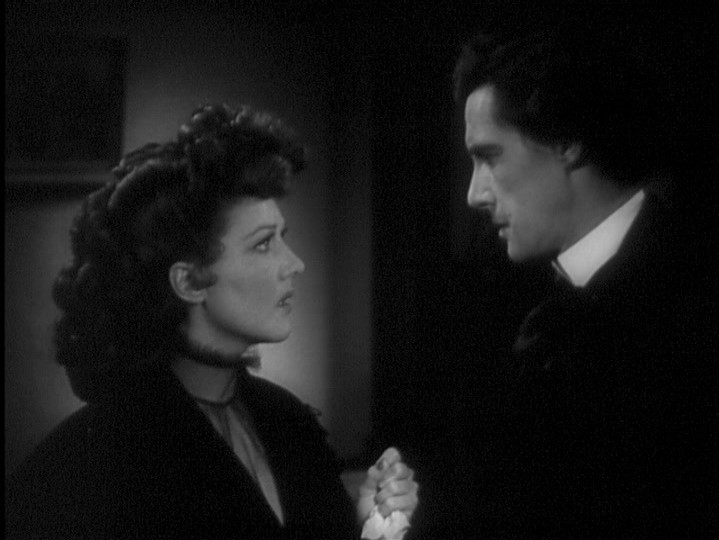
Jean Parker y John Carradine en un fotograma de la película Bluebeard, de 1944.

## Galería

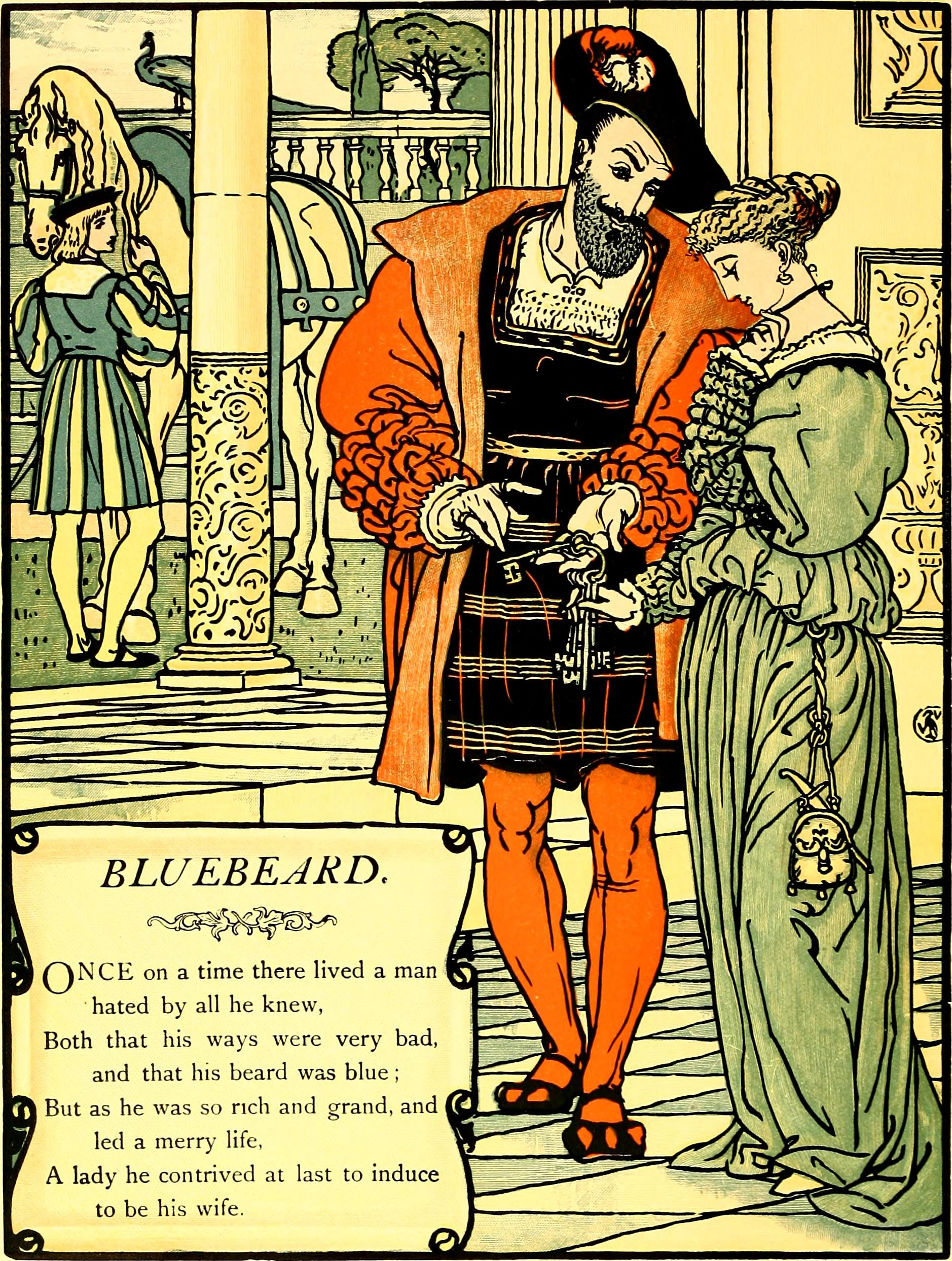
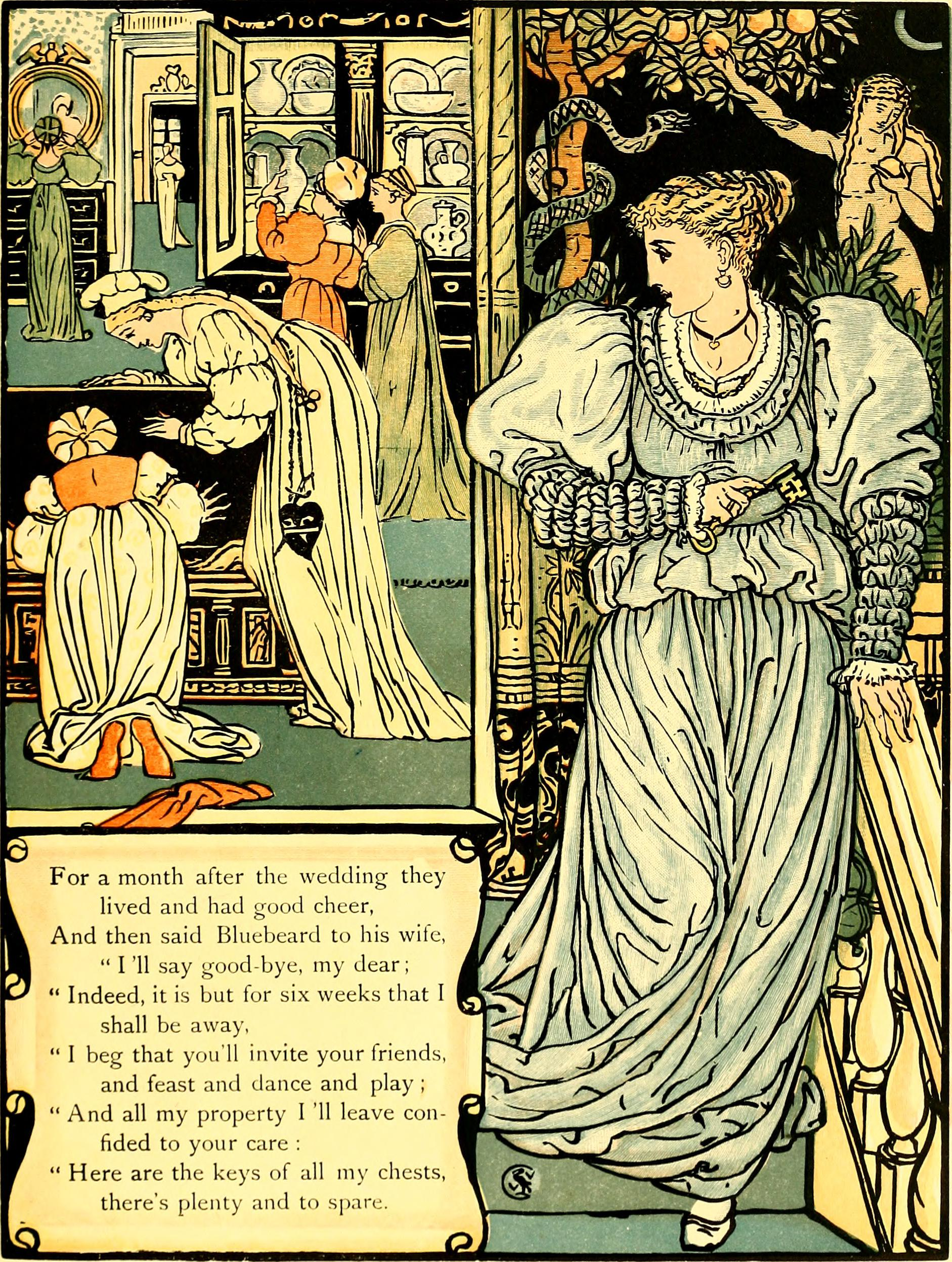
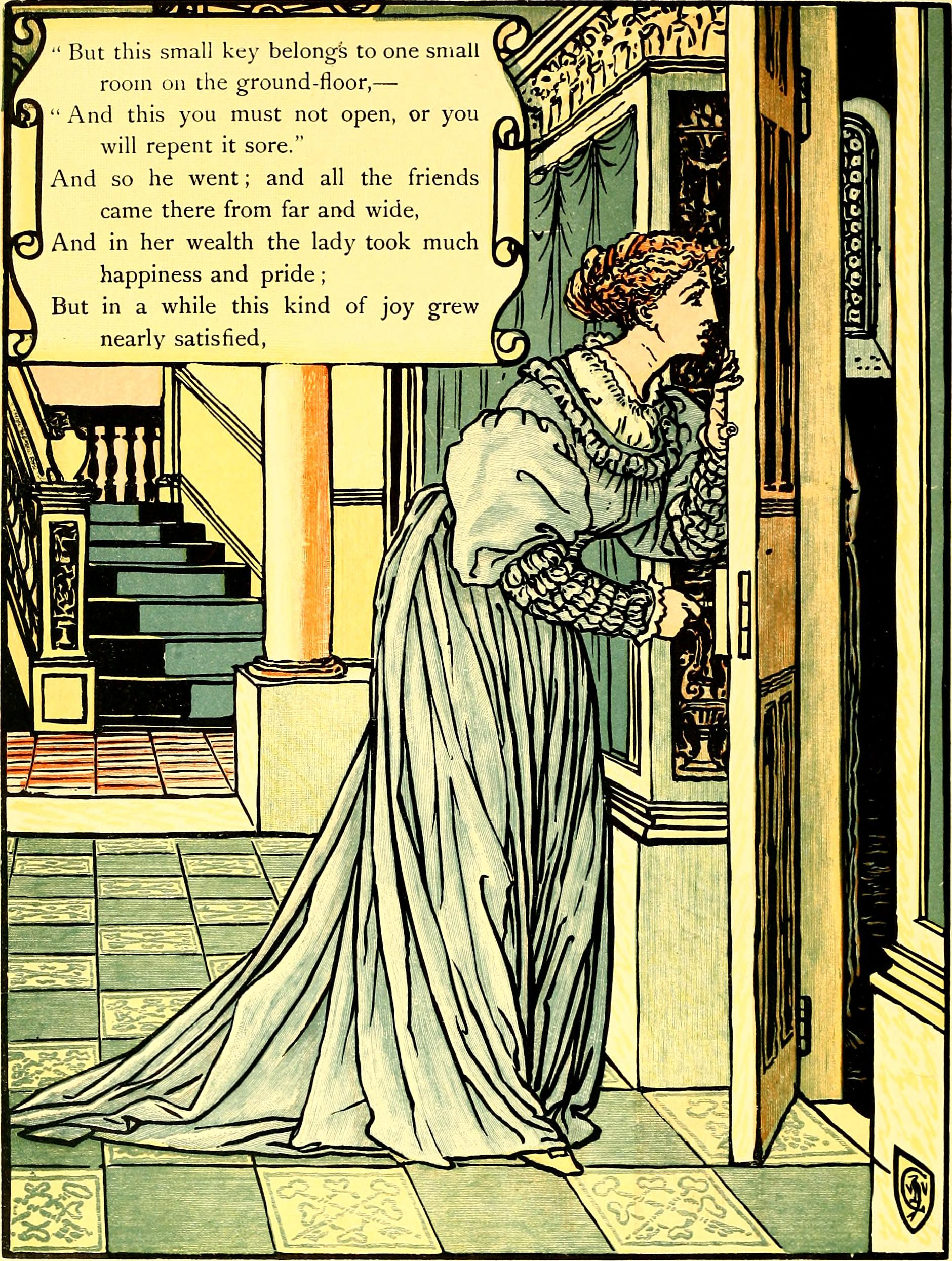

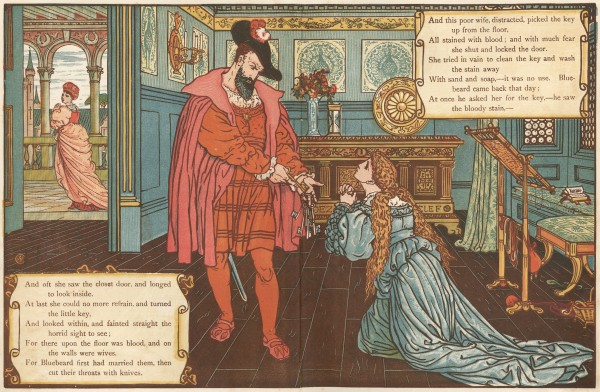
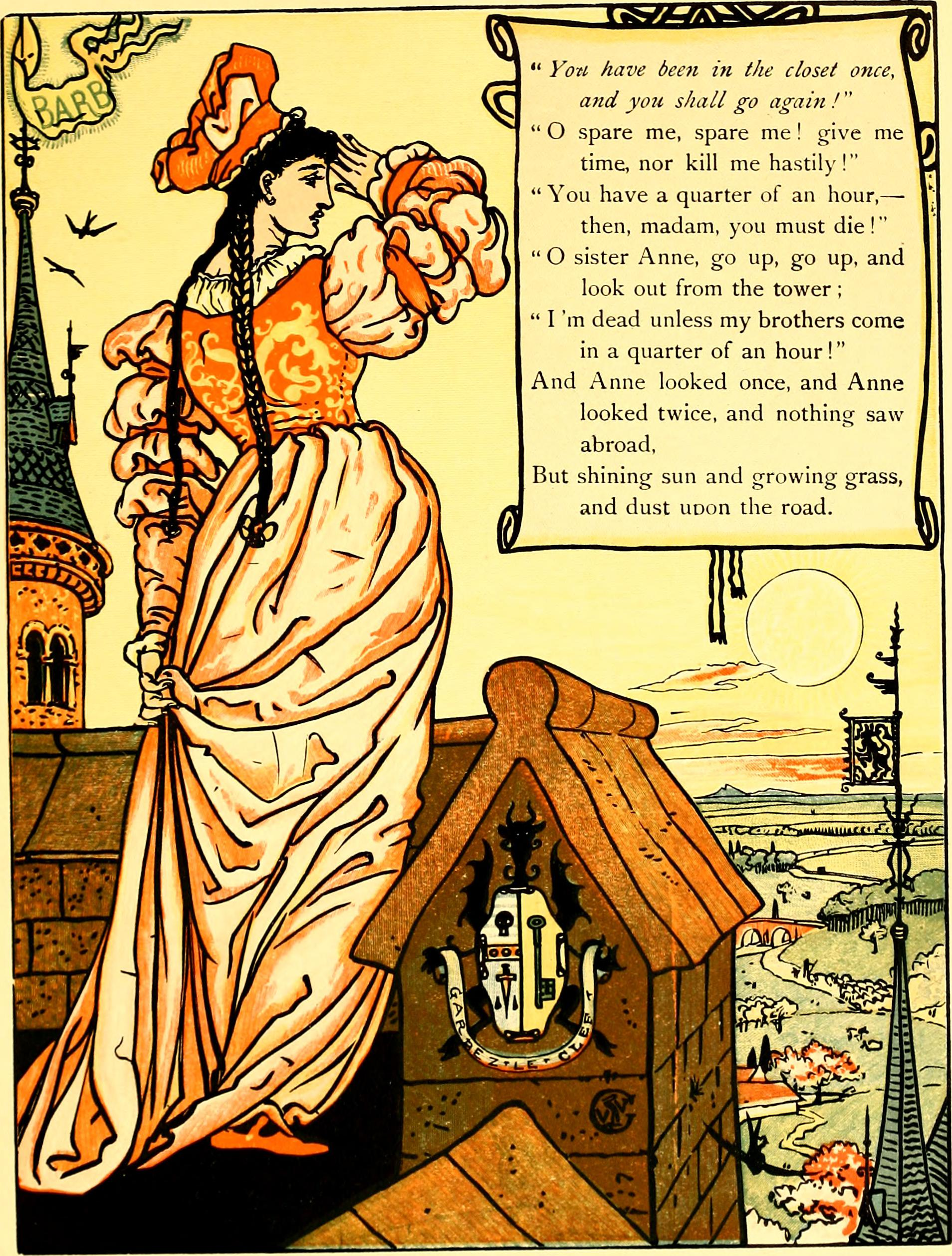
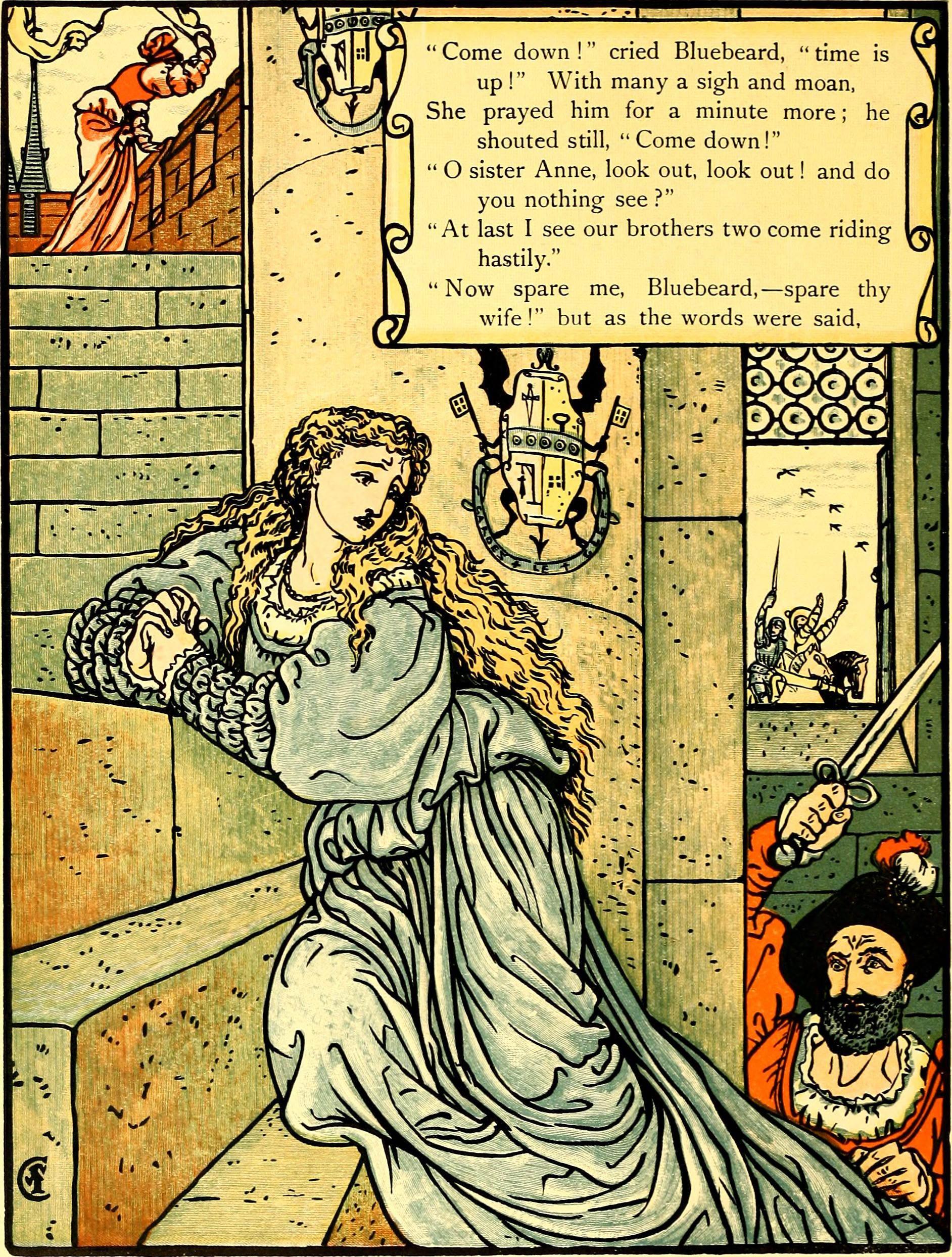
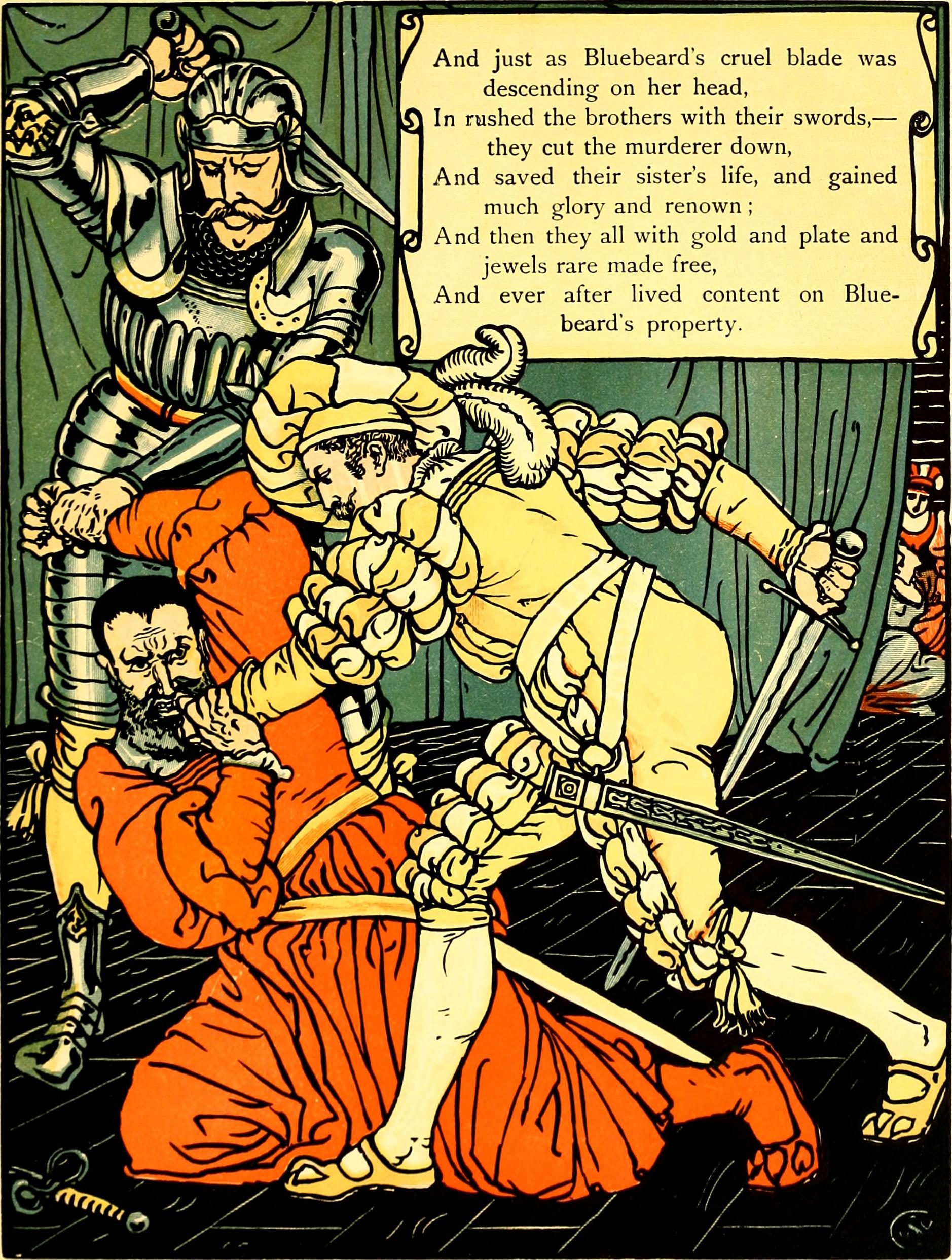